# 하금명
하금명(중국어: 何金銘, Ho Kam Ming, 1925년 12월 12일 ~ 2020년 4월 9일)은 영춘권 무도가이다.
마카오에서 태어나 30세 때 홍콩에서 엽문의 정식 제자로 영춘권을 배웠다.
1960년 마카오로 돌아가 영춘권 도장을 열었다. 1990년에는 캐나다로 이민하여 토론토에서 세계 하금명 영춘총회(世界何金銘詠春總會, World Ho Kam Ming Wing Chun General Association)를 창립했다.
2020년 4월 9일 코로나19로 사망하였다.